# Zdzisław Antoń
Zdzisław Stanisław Antoń (ur. 9 września 1955 w Załuczu) – polski samorządowiec, były wicewojewoda lubelski, wójt gminy Niedrzwica Duża i starosta lubelski.

## Życiorys
Absolwent Akademii Górniczo-Hutniczej w Krakowie, ukończył też roczne studia z zakresu zarządzania w administracji publicznej na Uniwersytecie Georgetown w Waszyngtonie oraz podyplomowe studia menedżerskie w Lubelskiej Szkole Biznesu.
W latach 80. pracował jako nauczyciel matematyki i fizyki w Zespole Szkół Rolniczych w Pszczelej Woli. W 1989 był wiceprezesem zarządu Gminnej Spółdzielni „Samopomoc Chłopska” w Niedrzwicy Dużej.
W latach 1990–1992 zajmował stanowisko wójta gminy Niedrzwica Duża, do 1998 zasiadał także w radzie gminy. Od 1992 do 1994 pełnił funkcję wicewojewody lubelskiego. W 1998 został dyrektorem generalnym urzędu wojewódzkiego. Później pracował jako członek zarządu Wschodniego Banku Cukrownictwa S.A. i doradca prezesa zarządu Banku Pocztowego S.A. Prowadził wykłady na UMCS. Zasiadał w radzie politycznej Stronnictwa Konserwatywno-Ludowego.
W wyborach samorządowych w 2006 ponownie został wybrany na urząd wójta gminy Niedrzwica Duża. Cztery lata później nie uzyskał reelekcji.
W 2007 powołano go na przewodniczącego zarządu Związku Gmin Lubelszczyzny. Od 2016 do 2018 był dyrektorem lubelskiego oddziału KRUS. W 2014, 2018 i 2024 z ramienia PiS wybierany na radnego powiatu lubelskiego. W listopadzie 2018 powołany na urząd starosty lubelskiego, który sprawował do końca kadencji w 2024.

## Odznaczenia
Został odznaczony Złotym Krzyżem Zasługi (2000) oraz Krzyżem Kawalerskim Orderu Odrodzenia Polski (2023).